# Tienko
Tienko è una città, sottoprefettura e comune della Costa d'Avorio, situata nel dipartimento di Minignan. Conta una popolazione di 12 042 abitanti (censimento 2014).